# The Breeders
The Breeders es una banda americana de rock alternativo basada en Dayton, Ohio, y formada en 1988 por Kim Deal, de Pixies, y Tanya Donelly, de Throwing Muses, como un proyecto paralelo de sus respectivas bandas.
El nombre de la banda proviene de un término derogatorio hacia los heterosexuales usado en la comunidad gay, y fue elegido por Kim Deal porque lo encontró divertido y también reflejaba su pasión por las películas de horror, especialmente The brood, de David Cronenberg.
Su segundo álbum, Last splash, alcanzó el puesto número 33 en la lista Billboard 200 de 1993 y el número 5 en el chart del Reino Unido. Entre 1994 y 1999 la banda estuvo totalmente inactiva debido a problemas de sus integrantes con las drogas y el alcohol.

## Historia
Originalmente, The Breeders era el nombre con el que Kim y Kelley Deal tocaban ocasionalmente en Dayton, Ohio, a principios de los años 1980. En 1989, siendo miembro de los Pixies, Kim rescató el nombre para un proyecto paralelo planeado junto a Tanya Donelly (entonces de las Throwing Muses, y más tarde de Belly), Josephine Wiggs y la violinista Carrie Bradley. Mientras grababa una canción con Pixies en Chicago, Kim conoció al baterista Britt Walford (que después formaría parte de los legendarios Slint) quien accedió a tocar en el proyecto.
La banda se reunió en Edimburgo y grabó el álbum Pod con Steve Albini como productor, con quien Kim ya había trabajado en el álbum de los Pixies Surfer Rosa. Pod se grabó tan rápidamente que al grupo le sobró tiempo en el estudio para grabar unas Peel Sessions.
Al cabo de un tiempo, después del lanzamiento de Pod, Pixies se separaron temporalmente. Kelly Deal se unió al grupo para la grabación del EP Safari (editado en abril de 1992), que también significó la última colaboración en el grupo de Tanya Donelly y Britt Walford. Britt fue reemplazado por Jim MacPherson, a quien Kim conocía del grupo de Dayton Raging Mantras.
The Breeders grabaron Last Splash en San Francisco mientras vivían en casas flotantes. Después de su edición en agosto de 1993, la banda giró con Nirvana, vendió dos millones de discos y tuvo un éxito masivo con el sencillo "Cannonball". El vídeo de dicha canción lo dirigió Kim Gordon (de Sonic Youth) junto a Spike Jonze. The Prodigy sampleó un fragmento de "S.O.S." para su tema "Firestarter".
El estrés y la dureza de la vida en la carretera tuvo sin embargo, nefastas consecuencias. Kelley se hizo adicta a las drogas y tuvo muchos problemas con la justicia norteamericana. Además, Josephine decidió empezar una vida sedentaria en Nueva York. Kim aún quería seguir grabando discos así que formó una nueva banda temporalmente junto a Jim MacPherson llamada The Amps, que editó el álbum "Pacer" en 1995 y posteriormente hizo una gira mundial. Mientras tanto, después de salir de rehabilitación, Kelley tuvo una pequeña banda llamada The Kelley Deal 6000.
En verano de 1999, Kim y Kelley se volvieron a reunir en Austin para componer algunos de los temas que formaron parte de Title TK, el nuevo disco que The Breeders editó esa primavera. Para la grabación, Kim decidió no utilizar ordenadores ni nuevas tecnologías digitales, con la idea de conseguir un disco de sonoridad clásica. Ese mismo invierno Kim conoció en East Los Ángeles a los miembros del grupo punk Fear, a los que invitó a tocar con ella en una formación de The Breeders. Así pues, al grupo se unieron el guitarrista Richard Presley, el bajista Mando López y José Medeles. Con estos nuevos integrantes se grabaron los álbumes Title TK (2002) y Mountain Battles (2008).
En 2009, The Breeders grabaron el EP Fate to Fatal y después se tomaron un descanso. Kim volvió con los Pixies para hacer una gira mundial. Estuvo allí hasta dejar definitivamente la banda en 2013, y compuso algunas canciones en solitario. Luego, en 2017, The Breeders volvieron a reunirse con su formación más conocida (las hermanas Deal, Josephine Wiggs y Jim MacPherson), y su más reciente álbum, All Nerve, fue lanzado en 2018.

## Miembros
- Kim Deal - guitarra, voz
- Josephine Wiggs - bajo
- Tanya Donelly - guitarra
- Britt Walford - batería
- Kelley Deal - guitarra
- Jim MacPherson - batería
- Mando López - bajo, Title TK y Mountain Battles
- José Medeles - batería, Title TK y Mountain Battles
- Richard Presley - guitarra, solo Title TK

## Discografía

### Álbumes
- Pod (1990)
- Last Splash (1993)
- Title TK (2002)
- Mountain Battles (2008)
- All Nerve (2018)

### Sencillos y EP
- Safari (1992)
- Head to Toe (EP) (1994)
- Fate to Fatal (EP) (2009)